# Nikola Moro
Nikola Moro (pronuncia croata [nǐkola môːro]; Spalato, 12 marzo 1998) è un calciatore croato di origini italiane, centrocampista del Bologna e della nazionale croata.

## Biografia
Nato in Croazia, ha origini italiane, per la precisione veneziane.

## Caratteristiche tecniche
Centrocampista polivalente dotato di un'ottima tecnica, è ambidestro ed ha una grande visione di gioco. Non spicca in velocità e fisicità però ha buone capacità di inserimento.
Considerato tra i giovani più promettenti della sua generazione, nel 2020 è stato inserito nella UEFA’s 50 top talents.

## Carriera

### Club

#### Dinamo Zagabria
Cresciuto calcisticamente tra le file del Solin prima e della Dinamo Zagabria poi, fa il suo debutto con la prima squadra dei Modri il 22 settembre 2015 subentrando al posto di Paulo Machado nel sedicesimo di finale di Coppa di Croazia vinto contro il Oštrc Zlatar (1-7).
Il 14 maggio 2016 debutta in campionato partendo da titolare nel match in esterna vinto contro la Lokomotiva Zagabria (0-4).
Il 7 dicembre seguente arriva il turno del suo debutto europeo, disputa dal primo minuto la 6ª giornata dei gironi di Champions League persa 2-0 in casa della Juventus.

#### Dinamo Mosca
Il 17 agosto 2020 si trasferisce a titolo definitivo tra le file della Dinamo Mosca firmando un contratto quinquennale.
Due giorni dopo fa il suo debutto con i Belo-golubye subentrando al posto di Daniil Fomin nel match di campionato vinto 2-0 contro il Rostov.
Il 18 ottobre seguente segna la sua prima rete con la casacca della Dinamo in occasione della trasferta di campionato persa 3-1 contro il CSKA Mosca.
Il 20 febbraio 2021 fa il suo debutto in Coppa di Russia in occasione della vittoria agli ottavi di finale ai danni dello Spartak Mosca (2-0).

#### Bologna
Il 29 agosto 2022 passa in prestito con diritto di riscatto tra le file del Bologna. Il 4 settembre seguente fa il suo debutto con i Felsinei, parte da titolare nella gara esterna di campionato pareggiata 2-2 contro lo Spezia. Il 2 aprile 2023 segna la sua prima rete con i felsinei ed in massima serie nel successo per 3-0 contro l'Udinese.
Il 2 luglio 2023, dopo un anno in prestito, convince la società a riscattarlo dalla Dinamo Mosca, ottenendo un contratto fino al giugno 2027.

### Nazionale
Il 31 agosto 2017 fa il suo debutto con la Croazia U-21 partendo da titolare nel match valido per la qualificazione agli Europei di categoria vinto per 3-0 ai danni della Moldavia.
Il 9 ottobre seguente trova la sua prima rete con i Mladi Vatreni nel match vinto 5-1 contro la Repubblica Ceca.
Il 29 marzo 2022 esordisce in nazionale maggiore partendo da titolare nell'amichevole vinta per 2-1 contro la Bulgaria.

## Statistiche

### Presenze e reti nei club
Statistiche aggiornate al 18 maggio 2025.
| Stagione                  | Squadra                   | Campionato                | Campionato | Campionato | Coppe nazionali | Coppe nazionali | Coppe nazionali | Coppe continentali | Coppe continentali | Coppe continentali | Altre coppe | Altre coppe | Altre coppe | Totale | Totale |
| Stagione                  | Squadra                   | Comp                      | Pres       | Reti       | Comp            | Pres            | Reti            | Comp               | Pres               | Reti               | Comp        | Pres        | Reti        | Pres   | Reti   |
| ------------------------- | ------------------------- | ------------------------- | ---------- | ---------- | --------------- | --------------- | --------------- | ------------------ | ------------------ | ------------------ | ----------- | ----------- | ----------- | ------ | ------ |
| 2015-2016                 | Dinamo Zagabria II        | 2.HNL                     | 12         | 0          | -               | -               | -               | -                  | -                  | -                  | -           | -           | -           | 12     | 0      |
| 2016-2017                 | Dinamo Zagabria II        | 2.HNL                     | 13         | 5          | -               | -               | -               | -                  | -                  | -                  | -           | -           | -           | 13     | 5      |
| 2018-2019                 | Dinamo Zagabria II        | 2.HNL                     | 5          | 2          | -               | -               | -               | -                  | -                  | -                  | -           | -           | -           | 5      | 2      |
| Totale Dinamo Zagabria II | Totale Dinamo Zagabria II | Totale Dinamo Zagabria II | 30         | 7          |                 | -               | -               |                    | -                  | -                  |             | -           | -           | 30     | 7      |
| 2015-2016                 | Dinamo Zagabria           | 1.HNL                     | 1          | 0          | CC              | 1               | 0               | UCL                | -                  | -                  | -           | -           | -           | 2      | 0      |
| 2016-2017                 | Dinamo Zagabria           | 1.HNL                     | 15         | 1          | CC              | 2               | 0               | UCL                | 1                  | 0                  | -           | -           | -           | 18     | 1      |
| 2017-2018                 | Dinamo Zagabria           | 1.HNL                     | 24         | 4          | CC              | 2               | 0               | UEL                | 4                  | 0                  | -           | -           | -           | 30     | 4      |
| 2018-2019                 | Dinamo Zagabria           | 1.HNL                     | 19         | 3          | CC              | 1               | 0               | UEL                | 4                  | 0                  | -           | -           | -           | 24     | 3      |
| 2019-2020                 | Dinamo Zagabria           | 1.HNL                     | 28         | 2          | CC              | 3               | 0               | UCL                | 9                  | 0                  | SC          | 1           | 0           | 41     | 2      |
| Totale Dinamo Zagabria    | Totale Dinamo Zagabria    | Totale Dinamo Zagabria    | 87         | 10         |                 | 9               | 0               |                    | 18                 | 0                  |             | 1           | 0           | 115    | 10     |
| 2020-2021                 | Dinamo Mosca              | PL                        | 24         | 3          | KR              | 2               | 0               | UEL                | -                  | -                  | -           | -           | -           | 26     | 3      |
| 2021-2022                 | Dinamo Mosca              | PL                        | 28         | 1          | KR              | 6               | 1               | -                  | -                  | -                  | -           | -           | -           | 34     | 2      |
| lug.-ago. 2022            | Dinamo Mosca              | PL                        | 6          | 0          | KR              | -               | -               | -                  | -                  | -                  | -           | -           | -           | 6      | 0      |
| Totale Dinamo Mosca       | Totale Dinamo Mosca       | Totale Dinamo Mosca       | 58         | 4          |                 | 8               | 1               |                    | -                  | -                  |             | -           | -           | 66     | 5      |
| ago. 2022-2023            | Bologna                   | A                         | 26         | 1          | CI              | 2               | 0               | -                  | -                  | -                  | -           | -           | -           | 28     | 1      |
| 2023-2024                 | Bologna                   | A                         | 23         | 1          | CI              | 4               | 1               | -                  | -                  | -                  | -           | -           | -           | 27     | 2      |
| 2024-2025                 | Bologna                   | A                         | 22         | 0          | CI              | 3               | 0               | UCL                | 7                  | 0                  | -           | -           | -           | 32     | 0      |
| 2025-2026                 | Bologna                   | A                         | -          | -          | CI              | -               | -               | UEL                | -                  | -                  | SI          | -           | -           | -      | -      |
| Totale Bologna            | Totale Bologna            | Totale Bologna            | 71         | 2          |                 | 9               | 1               |                    | 7                  | 0                  |             | -           | -           | 87     | 3      |
| Totale carriera           | Totale carriera           | Totale carriera           | 247        | 23         |                 | 26              | 2               |                    | 25                 | 0                  |             | 1           | 0           | 300    | 25     |

### Cronologia presenze e reti in nazionale
| Cronologia completa delle presenze e delle reti in nazionale ― Croazia | Cronologia completa delle presenze e delle reti in nazionale ― Croazia | Cronologia completa delle presenze e delle reti in nazionale ― Croazia | Cronologia completa delle presenze e delle reti in nazionale ― Croazia | Cronologia completa delle presenze e delle reti in nazionale ― Croazia | Cronologia completa delle presenze e delle reti in nazionale ― Croazia | Cronologia completa delle presenze e delle reti in nazionale ― Croazia | Cronologia completa delle presenze e delle reti in nazionale ― Croazia |
| Data                                                                   | Città                                                                  | In casa                                                                | Risultato                                                              | Ospiti                                                                 | Competizione                                                           | Reti                                                                   | Note                                                                   |
| ---------------------------------------------------------------------- | ---------------------------------------------------------------------- | ---------------------------------------------------------------------- | ---------------------------------------------------------------------- | ---------------------------------------------------------------------- | ---------------------------------------------------------------------- | ---------------------------------------------------------------------- | ---------------------------------------------------------------------- |
| 29-3-2022                                                              | Doha                                                                   | Croazia                                                                | 2 – 1                                                                  | Bulgaria                                                               | Amichevole                                                             | -                                                                      | 46’                                                                    |
| 18-11-2024                                                             | Spalato                                                                | Croazia                                                                | 1 – 1                                                                  | Portogallo                                                             | UEFA Nations League 2024-2025 - 1º turno                               | -                                                                      | 78’                                                                    |
| 23-3-2025                                                              | Saint-Denis                                                            | Francia                                                                | 2 – 0 dts (5 – 4 dtr)                                                  | Croazia                                                                | UEFA Nations League 2024-2025 - Quarti di finale                       | -                                                                      | 82’                                                                    |
| 9-6-2025                                                               | Osijek                                                                 | Croazia                                                                | 5 – 1                                                                  | Rep. Ceca                                                              | Qual. Mondiali 2026                                                    | -                                                                      | 80’                                                                    |
| Totale                                                                 |                                                                        | Presenze                                                               | 4                                                                      |                                                                        | Reti                                                                   | 0                                                                      |                                                                        |

## Palmarès

### Club

#### Competizioni nazionali
- Campionato croato: 4

Dinamo Zagabria: 2015-2016, 2017-2018, 2018-2019, 2019-2020
- Coppa di Croazia: 2

Dinamo Zagabria: 2015-2016, 2017-2018
- Supercoppa di Croazia: 1

Dinamo Zagabria: 2019
- Coppa Italia: 1

Bologna: 2024-2025